# Chocolate Chip
Chocolate Chip è il settimo album del musicista soul statunitense Isaac Hayes, pubblicato nel 1975 da HBS e ABC Records. L'album riporta Hayes in vetta ai dischi R&B per un paio di settimane nel 1975: sarà il suo ultimo LP al primo posto in classifica.
| Recensione | Giudizio |
| ---------- | -------- |
| AllMusic   | [ 1 ]    |

## Tracce
1. That Loving Feeling – 6:36
2. Body Language – 5:32
3. Chocolate Chip – 5:32
4. Chocolate Chip (instrumental) – 5:32
5. I Want to Make Love to You So Bad – 4:17
6. Come Live With Me – 6:32
7. I Can't Turn Around – 6:31

## Classifiche settimanali
| Classifica (1975) | Posizione massima |
| ----------------- | ----------------- |
| Stati Uniti       | 18                |
| US R&B Albums     | 1                 |